# Herlev Bymidte
Herlev Bymidte Butikscenter er et indkøbscenter, der er beliggende centralt i Herlev. Centret har over 25 specialbutikker og et Føtex-varehus. Centret er lige ombygget og er åbnet med detailbutikker og lejligheder. I start 2024 åbner erhvervstårnet med bl.a. en del af Herlev Rådhus.
Herlev Bymidte Butikscenter er ejet af NREP.